# Франк Сільвестр
Франк Сільве́стр (фр. Franck Silvestre, нар. 5 квітня 1967, Париж) — колишній французький футболіст, що грав на позиції захисника.
Виступав, зокрема, за клуби «Сошо», «Осер» та «Монпельє», а також національну збірну Франції.

## Клубна кар'єра
У дорослому футболі дебютував 1985 року виступами за «Сошо». У 1987 році клуб вилетів у Лігу 2, але вже в наступному сезоні клуб виграв його і дійшов до фіналу Кубку Франції, де поступився «Мецу» в серії пенальті. Всього в першому клубі Франк провів вісім сезонів, взявши участь у 240 матчах чемпіонату. Більшість часу, проведеного у складі «Сошо», був основним гравцем захисту команди.
Влітку 1993 року Свльвестр перейшов в «Осер», який очолював Гі Ру. За новий клуб Франк зіграв з відомими Франком Верлатом і Лораном Бланом. У сезоні 1995/96 Сільвестр допоміг клубу оформити золотий дубль (виграти національні чемпіонат і кубок). Загалом відіграв за команду з Осера п'ять сезонів своєї ігрової кар'єри. Граючи у складі «Осера» також здебільшого виходив на поле в основному складі команди.
У 1998 році Сільвестр перебрався в «Монпельє», де також був частим стартовим гравцем і трохи пізніше капітаном команди. У сезоні 2000/01 він допоміг клубу повернутися в Лігу 1, де і продовжив виступи.
У січні 2003 року перейшов в «Бастію», якій допоміг уникнути вильоту з вищого дивізіону Франції.
У віці 36 років Сільвестр перейшов у австрійський «Штурм» (Грац), де провів ще два з половиною сезони і також був частим стартовим гравцем.
У січні 2006 року підписав контракт з останньою командою Ліги 2 — «Сетом». Не зумівши допомогти клубу зберегти місце в лізі, Франк завершив кар'єру, зігравши в цілому в 638 матчах чемпіонату (з них 485 матчів і 31 голів у вищому дивізіоні Франції).

## Виступи за збірну
До складу молодіжної збірної Франції був включений на молодіжний чемпіонат Європи 1988 року, де «маленькі сині» взяли золоті нагороди, а Сільвестр відзначився одним із забитих голів у матчі-відповіді фіналу проти збірної Греції (3:0).
7 лютого 1989 року дебютував в офіційних іграх у складі національної збірної Франції в товариському матчі проти збірної Ірландії (0:0).
У складі збірної був учасником чемпіонату Європи 1992 року у Швеції, але всі матчі провів на лавці запасних..
Протягом кар'єри у національній команді, яка тривала 4 роки, провів у формі головної команди країни 11 матчів.

## Особисте життя
Має двоюрідного брата Мікаеля Сільвестра, який також був футболістом, виступав за національну збірну Франції, а також «Манчестер Юнайтед» та лондонський «Арсенал».

## Титули і досягнення
- Володар Кубка Франції (2):

«Осер»: 1993–94, 1995–96
- Чемпіон Франції (1):

«Осер»: 1995–96
- Володар Кубка Інтертото (2):

«Осер»: 1997
«Монпельє»: 1999
- Чемпіон Європи (U-21): 1988